# Yelizaveta Kniazeva
Yelizaveta Kniazeva (25 de junio de 1999) es una deportista rusa que compite en tiro con arco, en la modalidad de arco compuesto. Ganó dos medallas en el Campeonato Europeo de Tiro con Arco en Sala de 2022, oro por equipo y plata individual.

## Palmarés internacional
| Campeonato Europeo en Sala | Campeonato Europeo en Sala | Campeonato Europeo en Sala | Campeonato Europeo en Sala |
| Año                        | Lugar                      | Medalla                    | Prueba                     |
| -------------------------- | -------------------------- | -------------------------- | -------------------------- |
| 2022                       | Laško (Eslovenia)          | Medalla de oro             | Equipo                     |
| 2022                       | Laško (Eslovenia)          | Medalla de plata           | Individual                 |